# Fargesia circinata
Fargesia circinata là một loài thực vật có hoa trong họ Hòa thảo. Loài này được Hsueh & T.P.Yi mô tả khoa học đầu tiên năm 1988.